# Jangajji
El jangajji o jangachi es un tipo de encurtido coreano que se hace encurtiendo o marinando verdura en una salsa durante un periodo de tiempo largo. El plato también se llama a veces janggwa (장과). Se hacía históricamente durante la cosecha y se comía como banchan (acompañamiento pequeño) cuando las verduras escaseaban en invierno. Para comerlo, el jangajji se corta en rodajas finas y se condimenta con aceite de sésamo, azúcar, sal y semillas de sésamo.

## Ingredientes
La receta cambia según la región y el clima. Los ingredientes principales son variados, y pueden incluir ajo, daikon, pepino, hojas de pimiento chile, melón oriental, hojas de perilla o deodeok (Codonopsis lanceolata). Generalmente el jangajji se encurte en ganjang (salsa de soja coreana), gochujang (pasta de guindilla), doenjang (pasta de judía) o vinagre diluido. Para elaborar jangajji la verdura debe secarse o salarse para evitar la adición de más humedad al condimento. Actualmente las preferencias culinarias han cambiado y las verduras frescas son fácilmente accesibles, por lo que el consumo de jangajji ha caído significativamente.